# Eric Ericson (författare)
Eric Ericson, född 23 juni 1972 i Täby församling i Stockholms län, är en svensk författare och konstnär. Han är känd för bland annat boken Brev till samhället från 2003, som innehåller hans brev med ovanliga förfrågningar till företag och andra institutioner, och svaren han har fått på dessa.

## Biografi
Eric Ericson har bland annat ägnat sig åt att utforska samhällets struktur och organisation, bland annat genom postväsendet. Ett återkommande ämne i Ericsons skapande är människans förhållande till biosfären. Frågor kring klimat, etik och ekonomi har lyfts fram i flera olika former av projekt.
Ericsons genombrott som författare kom 2003 med boken Brev till samhället. Boken innehåller brev som Ericson skickat med udda erbjudanden, klagomål och dylikt till olika företag och organisationer i Sverige, samt de svar han fått. År 2011 sattes pjäsen Brev från Eric Ericson upp på Unga Dramaten i Stockholm (på Elverket), i regi av Ellen Lamm. Lamm och Ericson har även samarbetat i andra projekt. År 2017 spelades teaterföreställningen Skillnadernas Stockholm av Lamm och Ericson på Kulturhuset Stadsteatern.
Ericson har i boken Palmyra dokumenterat ruinstaden i Syrien, belägen 215 km nordöst om Damaskus.  2015 erövrades Palmyra av Islamiska staten som sprängde stora delar av ruinområdet, bland annat sprängdes Ma‘bad Bal och Baalshamintemplet. I samband med hans resor till Syrien fick han höra om nazisten och krigsförbrytaren Alois Brunner vilket senare skulle resultera i boken Mannen i Damaskus, skriven tillsammans med Susanna Wallsten.
Tillsammans med serieskaparen Tomas Olsson grundade och drev Ericsson bokförlaget Orosdi-Back mellan 2010 och 2019 (drivs nu i annan regi).
I oktober 2013 trädde han fram som formgivaren bakom eldskärmen "Slottet brinner", som prins Carl Philip påstods ha designat för Svenskt Tenn.